# Luís Gervasoni
Luís Gervasoni, genannt Itália, (* 22. Mai 1907 in Rio de Janeiro; † 1963) war ein brasilianischer Fußballspieler italienischer Abstammung.

## Verein
Von 1924 bis 1925 absolvierte Itália 23 Spiele für Bangu AC. Danach war von 1926 bis 1937 Vasco da Gama sein einziger weiterer Verein.  1929, 1934 und 1936 konnte der Abwehrspieler mit seiner Mannschaft die Campeonato Carioca gewinnen.

## Nationalmannschaft
Itália war Mitglied der Nationalmannschaft seines Heimatlandes und nahm mit ihr an der ersten Fußball-Weltmeisterschaft 1930 teil. Dort kam er in den Spielen gegen Bolivien und Jugoslawien zum Einsatz. 1932 gehörte er zur Mannschaft, die den Copa Río Branco gewann. Insgesamt absolvierte der Abwehrspieler neun Länderspiele für Brasilien.
Liste der offiziellen Länderspieleinsätze:
- 17. Juli 1930 – Jugoslawien – Fußball-Weltmeisterschaft 1930 - 1:2
- 22. Juli 1930 – Bolivien – Fußball-Weltmeisterschaft 1930 - 4:0
- 10. August 1930 – Jugoslawien – Freundschaftsspiel – 4:1
- 17. August 1930 – USA – Freundschaftsspiel – 4:3
- 4. Dezember 1932 – Uruguay – Copa Río Branco – 2:1

Liste der inoffiziellen Länderspieleinsätze:
- 27. November 1932 – Andarahy AC – Testspiel – 7:2
- 8. Dezember 1932 – Club Atlético Peñarol – Testspiel – 1:0
- 11. Dezember 1932 – Uruguay – Freundschaftsspiel – 2:1
- 24. Februar 1935 – CA River Plate – Testspiel – 2:1

## Erfolge
- Copa Río Branco: 1932
- Staatsmeisterschaft von Rio de Janeiro: 1929, 1934, 1936